# The Estrangement
The Estrangement è un cortometraggio muto del 1914 diretto da Oscar Eagle. Fu l'esordio cinematografico della sedicenne Grace Darmond, un'attrice canadese di Toronto.

## Produzione
Il film fu prodotto dalla  Selig Polyscope Company.

## Distribuzione
Distribuito dalla General Film Company, il film - un cortometraggio in una bobina - uscì nelle sale cinematografiche statunitensi il 23 maggio 1914.